# Mioara Mantale
Mioara Mantale (n. 3 octombrie 1967, Iași, România) este un om politic român.
Membră a Partidului Democrat și al succesorului său, Partidul Democrat-Liberal, ea este prima femeie prefect a Bucureștiului, poziție pe care a deținut-o între 2005 și 2007.
A deținut și funcția de subprefect a Bucureștiului din 2007 și până în vara lui 2009.
Pe 24 august 2011, a fost numită de către premierul Emil Boc consul general și șef al Consulatului General al României în Franța, la Strasbourg.
iar pe 4 aprilie 2013 a fost retrasă din acest post.